# Yana Jatab
Yana Jatab (6 de mayo de 2006) es una deportista egipcia que compite en taekwondo. Ganó dos medallas de plata en los Juegos Panafricanos de 2023 y una medalla de oro en el Campeonato Africano de Taekwondo de 2023.

## Palmarés internacional
| Juegos Panafricanos | Juegos Panafricanos      | Juegos Panafricanos | Juegos Panafricanos |
| Año                 | Lugar                    | Medalla             | Categoría           |
| ------------------- | ------------------------ | ------------------- | ------------------- |
| 2023                | Acra (Ghana)             | Medalla de plata    | –49 kg              |
| 2023                | Acra (Ghana)             | Medalla de plata    | Equipo mixto        |
| Campeonato Africano |                          |                     |                     |
| Año                 | Lugar                    | Medalla             | Categoría           |
| 2023                | Abiyán (Costa de Marfil) | Medalla de oro      | –49 kg              |